# Дом Костромитиновых
Городская усадьба Костромитиновых — жилой особняк в Яранске. Один из шести объектов культурного наследия федерального значения в городе.

## История
Памятник находится по адресу улица Радина, 23. Дом с прилегающими постройками был построен в середине XIX века. Он принадлежал яранским купцам Костромитиновым. В первые годы советской власти в здании размещался Городской совет, а в 1970-е годы – детская консультация. Соседнее домовладение № 21а — бывший хлебный склад, также принадлежало купцу Костромитинову. В 1950-е годы здесь были мучные склады, в 1960-1970-е годы – районная поликлиника, а затем – кожный диспансер и глазное отделение районной больницы. Сейчас здесь располагается торговый дом «Купеческий».

## Памятник архитектуры
В состав охранного архитектурного комплекса входят: главный дом и ворота. Здание украшено лепниной, которая из-за недостаточности мероприятий по охране памятника сильного пострадала, а также балконом с ажурной кованой оградой. Памятник в большинстве списков упоминается просто как «Городская усадьба», без упоминания владельцев.